# Collins Point
Der Collins Point (in Argentinien Punta Fontana) ist eine kleine und dennoch markante Landspitze im Südosten von Deception Island im Archipel der Südlichen Shetlandinseln. Auf der Südseite des Port Foster liegt er 1,2 km westsüdwestlich des Fildes Point.
Der der britische Polarreisende Henry Foster (1796–1831) kartierte sie während seiner von 1828 bis 1831 dauernden Antarktisexpedition. Lieutenant Commander David Neil Penfold (1913–1991) von der Royal Navy, der an Vermessung von Deception Island zwischen 1948 und 1949 beteiligt war, nahm die Benennung vor. Namensgeber ist Kenneth St Barbe Collins (1904–1982), Leiter der Landkartenerstellung in der hydrographischen Abteilung der britischen Admiralität. Der Hintergrund der argentinischen Benennung ist überliefert.